# Цибульська Олена Олегівна
Олена Олегівна Цибульська (нар. 26 березня 1981) — українська музикантка та вокалістка гурту «ДахаБраха». Акторка київського театру «ДАХ». Лауреатка Національної премії України імені Тараса Шевченка 2020 року.

## Життєпис
Олена Цибульська навчалася у Київському національному університеті культури і мистецтв на кафедрі народно-пісенного виконавства. Під час навчання співала у студентському фольклорному ансамблі «Кралиця».
Протягом 8 років викладала спів на кафедрі фольклористики інституту філології Київського національного університету імені Тараса Шевченка.
У 2004 році Цибульська увійшла до складу новоствореного гурту «ДахаБраха», що сформувався на основі київського театру «ДАХ». Крім Олени до колективу увійшли інші колишні учасниці ансамблю «Кралиця» — Ірина Коваленко та Ніна Гаренецька, а також Марко Галаневич.
У 2020 році Цибульська разом з Марко Галаневичем, Ніною Гаренецькою та Іриною Коваленко у складі гурту «ДахаБраха» стали лауреатами Національної премії України імені Тараса Шевченка з альбомом «Шлях», здобувши перемогу в номінації «Музичне мистецтво».

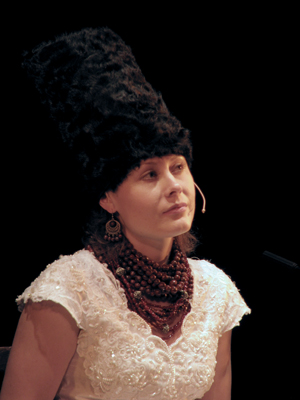
Цибульська у складі «ДахаБраха» у 2009 році
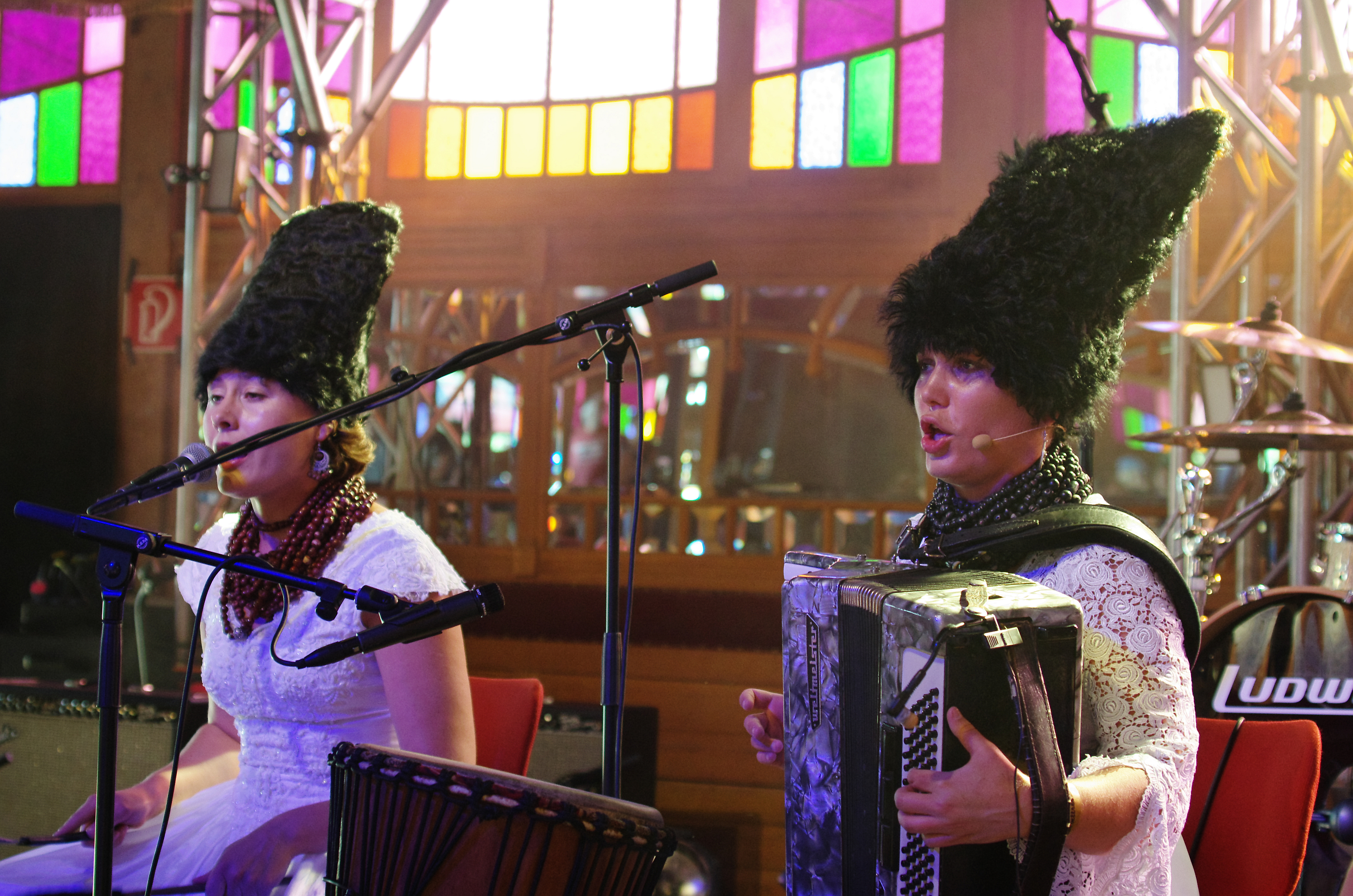
Цибульська (ліворуч) у складі «ДахаБраха» на «Haldern Pop Festival 2013»
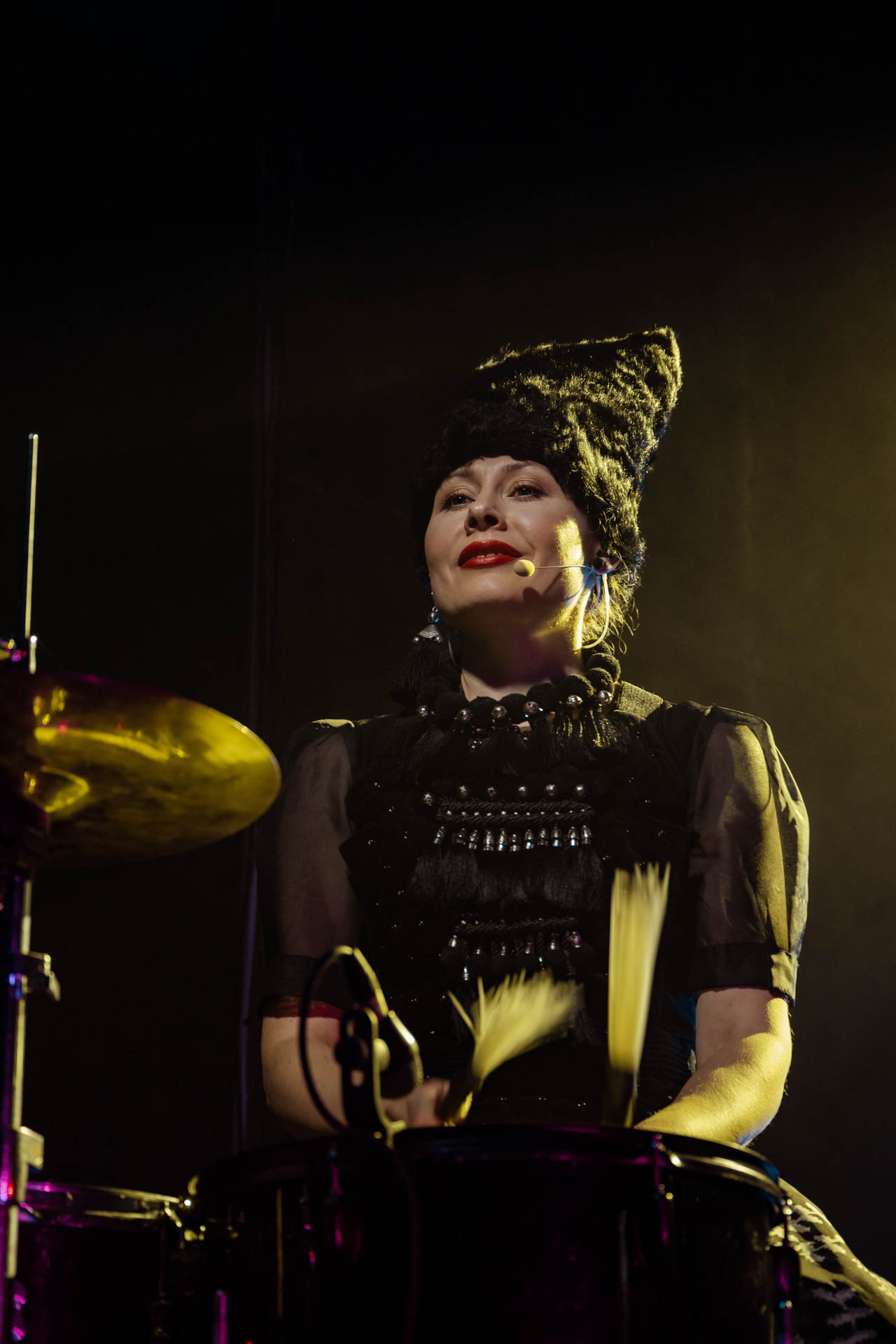
Цибульська у складі «ДахаБраха» 2022 року у Польщі